# Żydowska Szkoła Rzemieślnicza „Talmud Tora”
Żydowska Szkoła Rzemieślnicza „Talmud Tora” – szkoła, w której w latach 1901–1939 uczyła się żydowska młodzież. Mieściła się przy ulicy Średniej 46/48 (obecnej ul. Pomorskiej) w Łodzi.

## Historia
Łódzka „Talmud Tora” została założona przez działające w XIX wieku Żydowskie Towarzystwo Dobroczynności dla młodzieży żydowskiej.
W końcu lat osiemdziesiątych XIX wieku postępowi Żydzi w Łodzi, skupieni w organizacji Talmud Tora, wśród których byli miejscowi przemysłowcy: Izrael Poznański, Markus Silberstein, Salomon Barciński, Hugo Wulfsohn, Herman Konstadt, Zygmunt Jarociński i Szaja Rosenblatt, podjęli inicjatywę utworzenia w Łodzi żydowskiej szkoły rzemieślniczej (według obecnej nomenklatury zawodowej).

## Architektura
Pierwszą siedzibą łódzkiej Talmud Tory, otwartej w 1890, była wynajęta częściowo kamienica przy ul. Zachodniej 20. Nowy gmach szkoły przy ul. Średniej 46/48, który wybudowano w latach 1900–1901 według projektu Gustawa Landau-Gutentegera, ufundowali małżonkowie Berta i Zygmunt Jarocińscy, którzy w ten sposób uczcili 50-lecie swojego związku małżeńskiego. Z okazji inauguracji działalności szkoły w nowym budynku Jarocińscy ofiarowali dodatkowo 5 tys. rubli, fundując stypendium dla ucznia tej szkoły ich imienia.

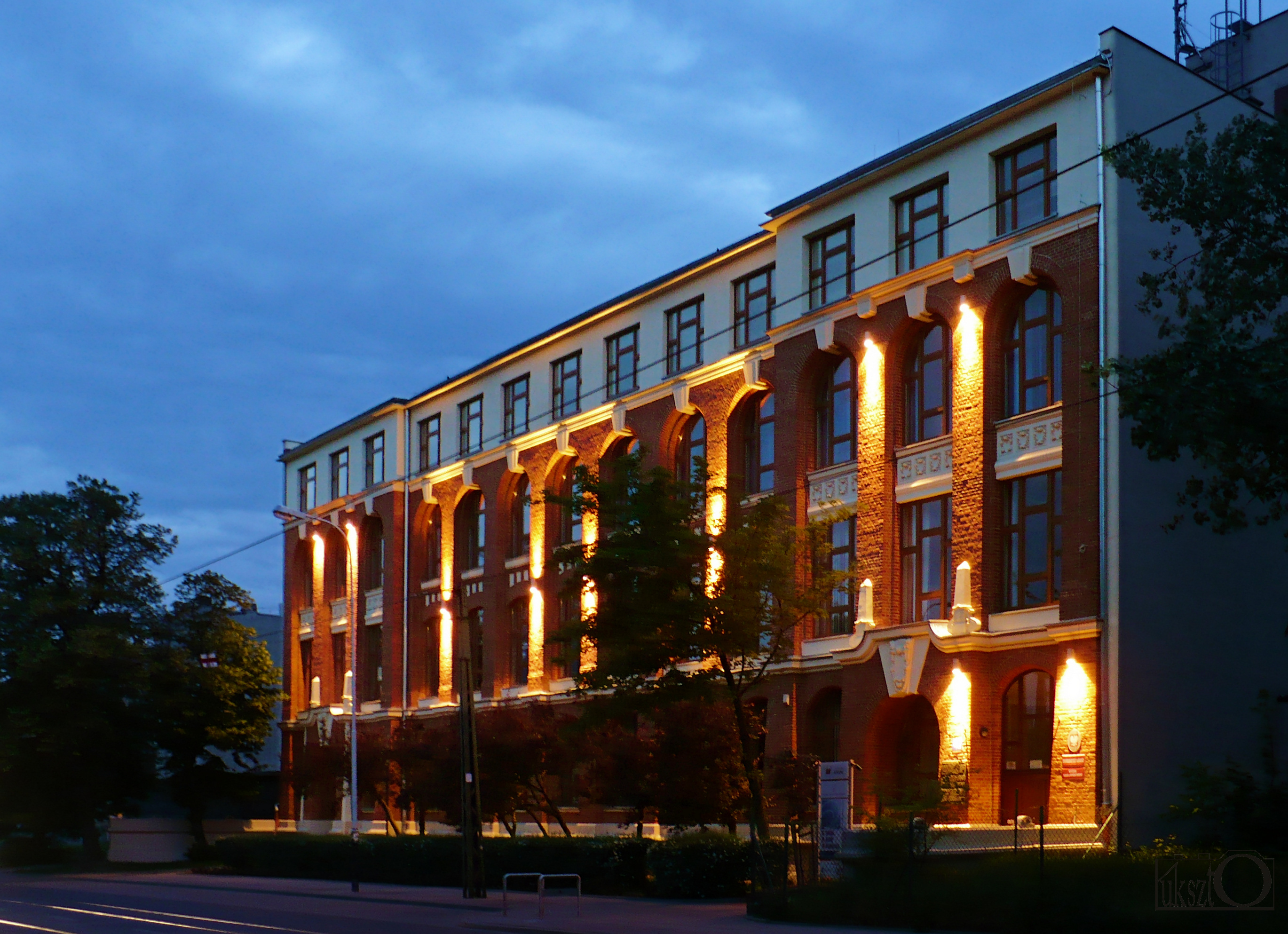
Współczesny widok gmachu

W latach 1901–1939 młodzież żydowska uczyła się tu przede wszystkim tkactwa i mechaniki. Naukę przedmiotów zawodowych uzupełniały zajęcia z zakresu nauk humanistycznych.
Gmach szkoły nie przetrwał w stanie pierwotnym. Po II wojnie światowej dobudowano czwartą kondygnację, niszcząc pierwotny wygląd górnej części gmachu. Obecnie w budynku mieści się Wydział Nauk o Wychowaniu Uniwersytetu Łódzkiego.
Jednym z dyrektorów szkoły był Jan Kirszrot.